# Monumento Natural Morro de Santo Antônio
O Monumento Natural Morro de Santo Antônio é um bem tombado localizado no município de Santo Antônio de Leverger, no Mato Grosso.
O morro fica situado a 27 km de Cuiabá, além de ficar 500 metros acima do nível do mar. Ele teve papel essencial na história do Estado. Durante a Guerra do Paraguai foram contruídos pontos de observação no morro, transformando-o no local mais importante para evitar uma provável incursão dos paraguaios por meio do Rio Cuiabá.
O morro também está registrado no brasão do estado. Sua grandiosidade fez dele um dos cartões postais do estado.
O morro fica às margens da Rodovia Palmiro Paes de Barros e seu acesso acontece por uma trilha que começa por volta de 8 km após o trevo da Rodovia dos Imigrantes, sentido Santo Antônio.
Em junho de 2006, foi tombado como Patrimônio Histórico, Cultural e Ambiental de Mato Grosso através da Lei 7.381/00 proposta pelo então deputado Carlos Alves de Brito.